# Abraham González
Abraham González Casanova (ur. 16 lipca 1985 w Barcelonie) – hiszpański piłkarz występujący na pozycji pomocnika w meksykańskim Pumas UNAM.